# Frada (rebelde)
Frada (en persa antiguo: Frâda) (¿- 521 a. C.), fue rey de Margiana desde el 522 hasta el 521 a. C. al rebelarse contra el rey persa aqueménida Darío I.

## Contexto histórico
En marzo del 522 a. C., un mago llamado Gaumata obtuvo el poder en el imperio persa haciéndose pasar por Esmerdis, el hermano del rey Cambises II. Gaumata pudo hacerlo ya que el Esmerdis verdadero había sido secretamente asesinado por orden de su hermano. Inmediatamente Cambises marchó contra el usurpador, pero murió antes de llegar a Persia. El falso Esmerdis pudo así gobernar.
Ótanes, hermano de la madre de Cambises y Esmerdis, fue el primero en sospechar del engaño. Ótanes invitó a Aspatines y Gobrias a tratar el asunto. Juntos decidieron compartir el secreto con otros tres conspiradores: Hidarnes, Intafrenes y Megabizo I. Estaban todos haciendo planes cuando llegó Darío I y se les añadió. Convenció a los otros de que lo mejor era actuar inmediatamente. Así, el 29 de septiembre de 522 a. C., mataron al falso Esmerdis. Darío fue nombrado rey.

## Múltiples rebeliones
Inmediatamente varias provincias se rebelaron. La revuelta más importante fue la de los medos bajo el liderazgo de Fraortes. Esta rebelión se extendió al norte de Armenia y al este de Partia. Incluso más al este, Margiana, un oasis en el desierto de Karakum, se rebeló igualmente.
El líder de la revuelta margiana fue Frada. Como Margiana no era una parte muy importante del imperio aqueménida, no se tomó ninguna acción inmediata. Sin embargo, a finales de la primavera del 521 a. C. los medos habían sido ya derrotados, y en julio, la rebelión parta había sido igualmente suprimida. Se necesitaban sólo ya pequeñas operaciones de limpieza para restaurar el orden en todo el imperio.

## Margiana pacificada
El sátrapa de Bactria, Dadarsi, marchó contra los rebeldes de Margiana, a los que derrotó el 28 de diciembre de 521 a. C., después de una marcha de 300 km por el desierto de Karakum.
La inscripción de Behistún, la cual fue hecha inmediatamente después de suceder estos hechos, presenta la victoria de Dadarsi como si fuera tan importante como las conseguidas contra los rebeldes en Babilonia o Media. Una versión del texto (la aramea, que está gravemente dañada) incluso menciona 55.423 margianos muertos y 6.972 prisioneros, lo que es probablemente exagerado.